# Christophe Salengro
Pour les articles homonymes, voir Salengro.
 (janvier 2017).
Si vous disposez d'ouvrages ou d'articles de référence ou si vous connaissez des sites web de qualité traitant du thème abordé ici, merci de compléter l'article en donnant les références utiles à sa vérifiabilité et en les liant à la section « Notes et références ».
Christophe Salengro, né le 9 août 1953 à Lens et mort le 30 mars 2018 à Paris 10e, est un acteur, danseur et metteur en scène français.
Personnage célèbre depuis ses premières apparitions dans des publicités des années 1980, il s'est affirmé comme artiste au sein de la compagnie DCA de Philippe Decouflé et de 1993 à 2018 comme le président de Groland, dans une série d'émissions satiriques diffusée sur Canal+.

## Biographie

### Enfance et études
Christophe Salengro a été élève au lycée Saint-Paul de Lens (Pas-de-Calais), sa ville natale. Il est diplômé de l'École spéciale d'architecture de Paris (DESA, 1980).

### Carrière artistique
Avec un nez proéminent, des oreilles décollées, un regard flegmatique ainsi que sa grande taille (près de deux mètres), son physique lui permet d'obtenir plusieurs rôles dans des clips musicaux et dans des publicités, mais aussi dans des courts et longs-métrages.
En 1984, il participe à des romans-photos dans le journal Hara-Kiri et il apparaît dans le clip du morceau de Jean-Michel Jarre Zoolook réalisé par Jean-Pierre Jeunet . En 1985, il apparaît dans une publicité pour le Long burger de la chaîne de restauration rapide Free Time, réalisée par Étienne Chatiliez ; il y joue le rôle d'un jeune homme qui mange un burger dans un fast-food quelconque, opposé à un « Free Timer », lançant les répliques « Et vous trouvez ça drôle ? » après avoir taché ses chaussures, et « My teinturier is rich » en sortant du pressing. En 1986, il apparaît dans un spot publicitaire réalisé par Martin Lamotte pour les dalles auto-adhésives Gerflor, dans lequel il se présente nu avec une dalle servant de cache-sexe ; en lâchant la dalle qui reste « collée » à son sexe, il s'exclame : « Et hop ! », expression qui lui sera associée pendant longtemps. Le spot connaît alors une grande popularité. À la fin des années 1980 et au début des années 1990, il apparaît dans différents spots publicitaires pour le jeu de société Pictionary ; dans un spot il fait deviner à des personnes (n'apparaissant pas à l'écran) le mot « truie » et dans un autre le mot « camisole ».
En 1985, il joue dans son premier court-métrage au cinéma, Adèle Frelon est-elle là?, et apparaît dans le long-métrage Gardien de la nuit. En 1986, il est l'un des principaux danseurs de la compagnie DCA de Philippe Decouflé, compagnie de danse contemporaine fondée en 1983, qui participe au spectacle Codex. En 1987, il joue l'un de ses principaux rôles de cette période-là dans la comédie policière Les Oreilles entre les dents de Patrick Schulmann, en incarnant Biguir. La même année, il joue un animateur de télévision dans le téléfilm Mort aux ténors de Serge Moati (épisode 26 de la collection Série noire).
En 1988, il est l'un des danseurs de la série télévisée Palace créée par Jean-Michel Ribes et diffusée sur Canal + puis Antenne 2. La même année il apparaît dans le clip de Carnivore des Garçons Bouchers. Il est l'un des danseurs du clip de la chanson She Drives Me Crazy des Fine Young Cannibals en 1989 et incarne le personnage de Roger dans celui de la chanson Le Jerk de Thierry Hazard, l'un des tubes de l'été 1990.
Il tourne pour Yves Boisset dans les films Radio Corbeau (1989) et La Tribu (1991). En février 1992, il est présentateur lors des cérémonies d'ouverture et de clôture des Jeux olympiques d'hiver d'Albertville dans le théâtre des Cérémonies, réalisées par Decouflé.
En 1989 Benoît Delépine et Christophe Salengro imaginent le concept d'une émission avec un pays fictif, Salengroland, dont Christophe Salengro serait le président. Le nom a ensuite été réduit à Groland.
Christophe Salengro accède à une vraie notoriété à partir de 1993, grâce à son rôle récurrent de « président de la présipauté du Groland », pays fictif d'une émission humoristique de Canal+, basée sur le principe du faux journal télévisé, déclinée sous différentes formules au fil des saisons et connue sous différents noms (Le journal de Moustic, CANAL International, 7 jours au Groland…). Il prête d'ailleurs son véritable nom à ce personnage caricatural : le « président Salengro ». Ce microcosme satirique a été créé en son honneur par les animateurs et fondateurs de l'émission, Christian Borde et Benoît Delépine (connus respectivement sous les pseudonymes Jules-Édouard Moustic et Michael Kael), et s'est progressivement étoffé jusqu'à devenir une sorte de mythologie populaire dépassant le cadre de la télévision (avec un Guide du Groland édité en 1999, divers produits dérivés, notamment des autocollants pour voiture, et même un « passeport grolandais »).
Christophe Salengro s'est essayé à la mise en scène pour la première fois avec Repassage en janvier 2002 : la rencontre de plusieurs personnages dans une laverie automatique. Ce spectacle est un échec commercial, mais cela n'affecte pas la carrière de l'artiste puisqu'il continue à enchaîner plusieurs rôles par la suite, tant au théâtre qu'au cinéma et à la télévision, tout en développant de nouveaux projets[réf. nécessaire]. En 2002, il joue dans le film musical Le Défi de Blanca Li et dans La Vérité sur Charlie du réalisateur nord-américain Jonathan Demme. En 2004, il interprète l'assistant maladroit d'un chef dans le spectacle de Philippe Decouflé IIris (prononcé « deux iris »). En 2005, il joue dans plusieurs spectacles mis en scène par Sophie Perez ou encore par la Compagnie Grand magasin, et réalise avec Xavier Boussiron un autre spectacle la même année.[réf. nécessaire]
Il a fait partie de la rédaction du bimestriel La Voix des Allobroges, le canard qui ouvre son bec diffusé de 2005 à 2009. Il y a dirigé la rubrique culinaire « La recette du chef Salengro ». En 2006, il est le héros d'un jeu vidéo gratuit sur internet, créé par le groupe Enhancer.
Annoncée à plusieurs reprises dans l'émission 7 jours au Groland sur Canal+, une campagne de recueil de signatures d'élus pour l'élection à la présidentielle française de 2007 est lancée par l'intermédiaire du présentateur Jules-Édouard Moustic. En avril 2006, celui-ci annonce que le compte de signatures est obtenu même si, officiellement, Christophe Salengro n'est finalement pas candidat à cette élection.
Bien que l'émission du Groland change plusieurs fois de nom et de formule, le « président Salengro » est immuable et même « inmourable ». Lors du festival du film grolandais à Quend, il arrive à rassembler des foules de « Grolandais » d'adoption venus de toute l'Europe (jusqu'à 25 000 lors des meilleurs crus). Après cinq éditions dans la Somme de 2004 à 2009, le festival devenu Fifigrot s'installe à Toulouse en 2012. Salengro apparaît dans ces années-là dans des films de ses acolytes du Groland Benoît Delépine et Gustave Kervern.
En 2011, il incarne le président français dans la comédie Crédit pour tous de Jean-Pierre Mocky.

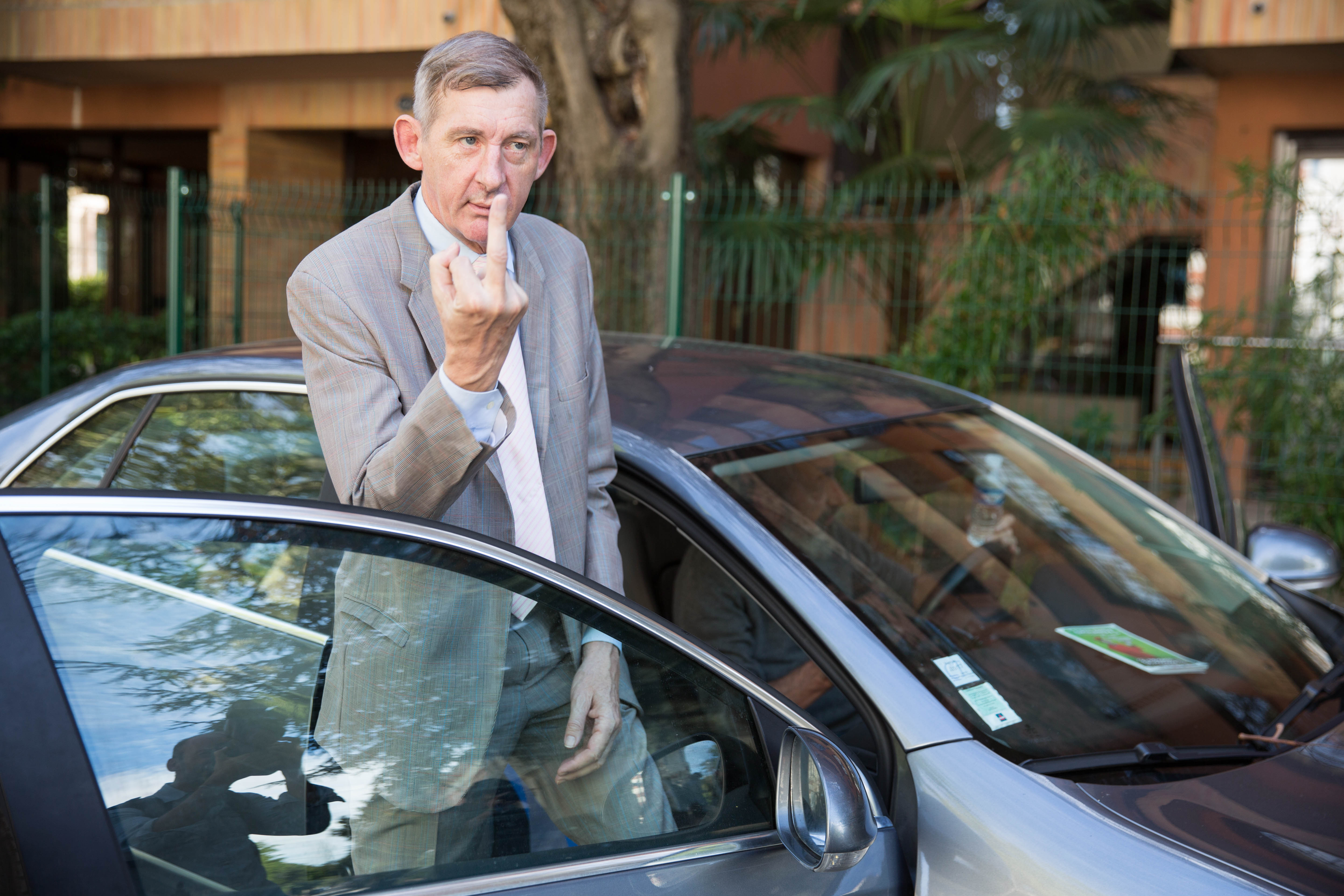
Christophe Salengro en 2015.

Le 19 décembre 2015, Canal+ diffuse en première partie de soirée le téléfilm Groland le gros métrage, de et avec Jules-Édouard Moustic et Benoît Delépine, dans lequel il joue ainsi que François Neycken, Gérald Touillon et Gustave Kervern.

### Mariages grolandais
Le 26 septembre 2013, alors que le mariage entre personnes de même sexe fait débat à l’assemblée et dans la rue, Christophe Salengro n’attend pas le vote de cette loi pour unir des amoureux. Il arrive en 2 CV pour co-célébrer des unions avec Patrick Ledoux, maire PS de Louvigny. Ils célébrèrent 22 mariages attestés par des certificats grolandais.

### Fin de vie et mort
Hospitalisé entre juin 2016 et mars 2018 à la suite d'un accident cérébral, l'acteur n'apparaît dans l'émission pendant cette période que par le truchement d'images d'archives. Toutefois, il incarne le président dans le documentaire satirique Satire dans la campagne sorti le 9 juin 2017.
Il meurt le 30 mars 2018 à l’âge de 64 ans à Paris, des suites d'un cancer contre lequel il luttait depuis deux ans,.
Le 14 avril 2018, Canal+ diffuse le Top 25 GRD en première partie de soirée et en clair, pour célébrer les vingt-cinq ans de Groland. Avant l'émission, la chaîne rend hommage à Christophe Salengro par l'intermédiaire d'un Zapoï spécial.

## Spectacles
- 1986 : Codex de Philippe Decouflé
- 1992 : Présentateur aux cérémonies d'ouverture et de clôture des Jeux olympiques d'Albertville mises en scène par Philippe Decouflé
- 1993 : Petites pièces montées de Philippe Decouflé
- 1995 : Decodex de Philippe Decouflé
- 1998 : Shazam ! de Philippe Decouflé
- 2002 : Repassages de Christophe Salengro
- 2004 : IIris de Philippe Decouflé : l'assistant maladroit d'un chef
- 2005 : Menace de mort et son orchestre de Christophe Salengro et Xavier Boussiron
- 2005 : Cinquième Forum du cinéma d'entreprise de Grand magasin
- 2005 : Laisse les gondoles à Venise de Sophie Perez
- 2006 : Sombrero de Philippe Decouflé
- 2010 : participation cathodique dans Octopus de Philippe Decouflé
- 2014 : Contact de Philippe Decouflé

## Filmographie

### Cinéma

#### Longs métrages
- 1985 : Gardien de la nuit de Jean-Pierre Limosin : vidéoman
- 1986 : Les Oreilles entre les dents de Patrick Schulmann : Biguir
- 1987 : Gros cœurs de Pierre Joassin : le détective
- 1988 : Radio Corbeau d'Yves Boisset
- 1990 : La Tribu d'Yves Boisset
- 1994 : La Cité des enfants perdus de Marc Caro et Jean-Pierre Jeunet : un soldat
- 1999 : L'Ami du jardin de Jean-Louis Bouchaud : le commissaire
- 2002 : Le Défi de Blanca Li : Hippolyte
- 2003 : La Vérité sur Charlie (The truth about Charlie) de Jonathan Demme : le préposé à la morgue
- 2003 : Aaltra de Benoît Delépine et Gustave Kervern : le samaritain
- 2005 : Avida de Benoît Delépine et Gustave Kervern : le guide chancelant
- 2008 : Louise-Michel de Benoît Delépine et Gustave Kervern : le gogo dancer
- 2008 : Saison 1 Épisode 2 de Bettina Atala alias Phoenix Atala
- 2011 : Crédit pour tous de Jean-Pierre Mocky : Le président de la République
- 2011 : Les Aventures de Philibert, capitaine puceau de Sylvain Fusée : le prêtre
- 2013 : Cinématon #2742 de Gérard Courant : danseur
- 2017 : Satire dans la campagne de Marc Large et Maxime Carsel : le président
- 2022 : Je t'aime, filme moi ! d'Alexandre Messina

#### Courts métrages
- 1985 : Adèle Frelon est-elle là ? de Laurence Ferreira Barbosa
- 1986 : Côté cour de Diane Bertrand
- 1986 : Caramba de Philippe Decouflé
- 1987 : Cette personne de Nicolas Hirido
- 1987 : Île flottante de Pascale Thirode
- 1988 : Tapez 3615 code Gorba de Stefan Schwietert
- 1993 : KO Kid de Marc Caro
- 2002 : Silver Moumoute de Christophe Campos
- 2002 : Bains-douches de Georges Spicas
- 2004 : Bain de minuit de Jean-Luc Perreard
- 2006 : Niort-Aubagne de Pierre Renverseau
- 2010 : Caron de Pierre Zandrowicz
- 2010 : Casse-Noisettes de Julius Berg
- 2010 : On braque pas les banques avec des fourchettes en plastique de Julien Paolini
- 2010 : Fête comme chez vous de Jean-Marc Rettig
- 2011 : Igor Tututson ou l'incroyable histoire d'un homme ordinaire de Nils de Coster

### Télévision
- 1987 : Mort aux ténors de Serge Moati : l'animateur TV
- 1988 : Méliès 88 : Le Topologue de Marc Caro
- 1993-2016 : Groland (série) : le président Salengro
- 2010 : Du hard ou du cochon ! (épisode 6, Casse noisettes) : un passant
- 2011 : V comme Vian de Philippe Le Guay : Miqueut, le supérieur à l'AFNOR
- 2015 : Groland Le gros métrage, de Jules-Édouard Moustic et Benoît Delépine : le président grolandais

### Publicités
- 1985 : Long Burger (Free Time)
- 1985 : spot "Bus, tu me simplifies la ville" du Ministère de l'Urbanisme, du Logement et des Transports
- 1986 : publicité pour les dalles Gerflor
- Pictionary

### Clips
- 1984 : Zoolook de Jean-Michel Jarre : apparition dans le public
- 1988 : Carnivore des Garçons Bouchers
- 1989 : She Drives Me Crazy des Fine Young Cannibals : danseur en costume rayé noir et blanc)
- 1990 : Le Jerk de Thierry Hazard : Roger (rôle principal)
- 2014 : L'hymne à l'amour de David Courtin

### Voixoff
- 2000 : Raoul et Jocelyne de Serge Élissalde : Récitant (court-métrage)
- 2003 : Insurrection/résurrection de Pierre Merejkowsky